# Томмі Блексток
Томас (Томмі) Блексток (англ. Thomas Blackstock; 1882 — 8 квітня 1907) — шотландський футболіст. Виступав на позиції захисника.

## Біографія
Народився в Керколді в 1882 році. Виступав за шотландські клуби «Даннікер Рейнджерс», «Блу Белл», «Рейт Роверз», «Літ Атлетік» і «Ковденбіт». У червні 1903 року перейшов в англійський клуб «Манчестер Юнайтед», що на той момент виступав у Другому дивізіоні. Дебютував за клуб 3 жовтня 1903 року в матчі з «Арсеналом». У сезоні 1903/04 провів за клуб 7 матчів в чемпіонаті і 3 — в Кубку Англії. Пробився в основний склад команди в сезоні 1905/06, зігравши 21 матч в чемпіонаті. За підсумками цього сезону «Юнайтед» зайняв у Другому дивізіоні 2-е місце, отримавши, таким чином, право повернутися в Перший дивізіон Футбольної ліги.
У сезоні 1906/07 провів 4 матчі за основний склад. 8 квітня 1907 року в матчі резервного складу «Манчестер Юнайтед» проти «Сент-Геленс Таун» знепритомнів після удару м'яча головою. Френк Баклі, який перебував поруч, допоміг перенести його в роздягальню. Однак Блексток незабаром помер, не приходячи в свідомість.
Було проведено розслідування щодо встановлення причин смерті футболіста. Згідно з офіційним висновком, Блексток помер через «природні причини». Однак його одноклубники (наприклад, Френк Баклі) засумнівалися в цьому висновку, вважаючи, що причиною смерті міг стати інфаркт або апоплексичний удар.
Багато гравців «Манчестер Юнайтед» були розчаровані тим, «як обійшлися з сім'єю Блекстока після смерті». Після цього Біллі Мередіт, Чарлі Робертс, Чарлі Сегар, Герберт Берджесс і Сенді Тернбулл прийняли рішення про створення профспілки футболістів. 2 лютого 1907 року в готелі «Імперіал» в Манчестері відбувся перший з'їзд футболістів, на якому була створена Профспілка футболістів асоціації.